# زانشين
زانشين (باليابانية: 残心) هو مصطلح يستخدم في فنون القتال اليابانية يشير إلى الحالة الذهنية للراحة المستيقظة، ويعني المصطلح حرفياً «الذهن المتبقي».
بشكل عام يشير هذا المصطلح عادة إلى شكل الجسم بعد إنهاء أحد الحركات القتالية.

## في فنون القتال المختلفة
- كيودو : يشير زانشين إلى شكل الجسم بعد إطلاق السهم.
- كاراتيه : يشير زانشين إلى حالة الوعي بالمحيط.
- كيندو : يشير زانشين إلى الجاهزية الذهنية والجسدية لرد الفعل على أي هجوم تالي.
- أيكيدو : يشير زانشين إلى التركيز على الخصم الذي تم إلقائه في حال وجود أي هجوم معاكس.

## اقرأ أيضا
- موشين